# ラインホルト・バルヒェット
ラインホルト・バルヒェット（Reinhold Barchet, 1920年3月8日 - 1962年7月5日）はドイツのヴァイオリニスト。
ドイツのシュトゥットガルトの生まれ。ヴュルツブルクの音楽院で学び、1943年にリンツ・ブルックナー管弦楽団に入団するも、第二次世界大戦終結後は地元に戻り、カール・ミュンヒンガーが主宰するシュトゥットガルト室内管弦楽団のコンサートマスターに就任し、1952年までその任に当たった。
この時期にヴィヴァルディの四季を含む録音でソリストを務めている。
1952年からは、ウィル・ベー、ヘルマン・ヒルシュフェルダー、ヘルムート・ライマンらシュトゥットガルト室内管弦楽団の団員たちとバルヒェット四重奏団を結成。オイロディスク・レーベルにベートーヴェンやシューベルトらの弦楽四重奏曲を録音した他、後にエラート・レーベルにジャック・ランスロとモーツァルトのクラリネット五重奏曲、ピエール・デル・ヴェスコーヴォとホルン五重奏曲のそれぞれを録音している。また、ヴォックス・レコードからエミール・ケシンガーを加えたモーツァルトの弦楽五重奏曲全集のレコードも発売された。
1955年にフリードリヒ・ティーレガントの率いるプフォルツハイムの南西ドイツ室内管弦楽団のコンサート・マスターに迎えられ、ダルムシュタット音楽院の教授にも就任。バッハのヴァイオリン協奏曲やブランデンブルク協奏曲などの演奏を同オケとオイロディスク・レーベルに残している他、ロベール・ヴェイロン＝ラクロワとバッハのヴァイオリン・ソナタやクルト・レーデル指揮ミュンヘン・プロ・アルテ室内管弦楽団と再びブランデンブルク協奏曲やヴィヴァルディの四季などを録音している。
1962年にドイツ・バッハ・ゾリステンのメンバーとして初来日するが、その年の7月5日、自動車事故によりシュトゥットガルトで急逝した。
その芸風は「堅固な造形感覚にもとづいて作品の構成を明確に再現し、そのうえで豊かな感情を演奏に反映させたが、構成は常に厳格で、同時に端正であった」と評される。